# 阮文清
阮文清（發音：[ŋwiən˦ˀ˥ van˧˧ tʰïŋ˧˧]；1888年1月26日—1946年11月10日），又译作阮文聲、阮文廳，越南政治人物。

## 生平
1888年1月26日，阮文清出生于堤岸（一說塞浦路斯），拥有法国国籍。阮文清从小接受西方教育。1907年从印度支那医科大学毕业，随后留学法国，在巴黎医学院深造。阮文清最终获得了医学博士学位，并成为了第一位在法国获得行医资格的越南医生。
1926年，阮文清参加了纪念潘周桢的活动，这是他第一次接触政治运动。1937年，阮文清创建了印度支那民主党，同时创办了南圻国语传播会并担任会长。
1945年，日军投降后，法国殖民者返回南圻。为了抵制越盟领导的“越南统一和独立”的呼声，法国开始推动南圻自治运动，目的是使南圻在法属印度支那联邦框架下实现自治，而不与越南合并。阮文清被推举为南圻自治顾问。1946年3月26日，南圻自治共和国临时政府成立，阮文清当选临时政府总理。6月1日，南圻自治共和国正式成立，阮文清成为第一任总理。1946年11月10日，阮文清意识到自己只不过是法国的傀儡，自杀而死。

## 榮譽
- 法國榮譽軍團勳章騎士勳位[4]

## 内阁
1946年6月2日，阮文清公布了内阁名单：
- 总理兼内务部长：阮文清
- 副总理兼军队部长：阮文春上校
- 司法部长：陈文玺（Trần Văn Tỷ）
- 工政部长：梁文美（Lương Văn Mỹ）
- 医济部长：康有隆
- 财政部长：阮成立（Nguyễn Thành Lập）
- 工农部长：膺保全（Ưng Bảo Toàn）[7]
- 教育部长：阮成容
- 安宁部长：阮文心
- 西贡-堤岸都城公安首长：阮进强（Nguyễn Tấn Cường）
- 顾问：胡表政

## 圖庫

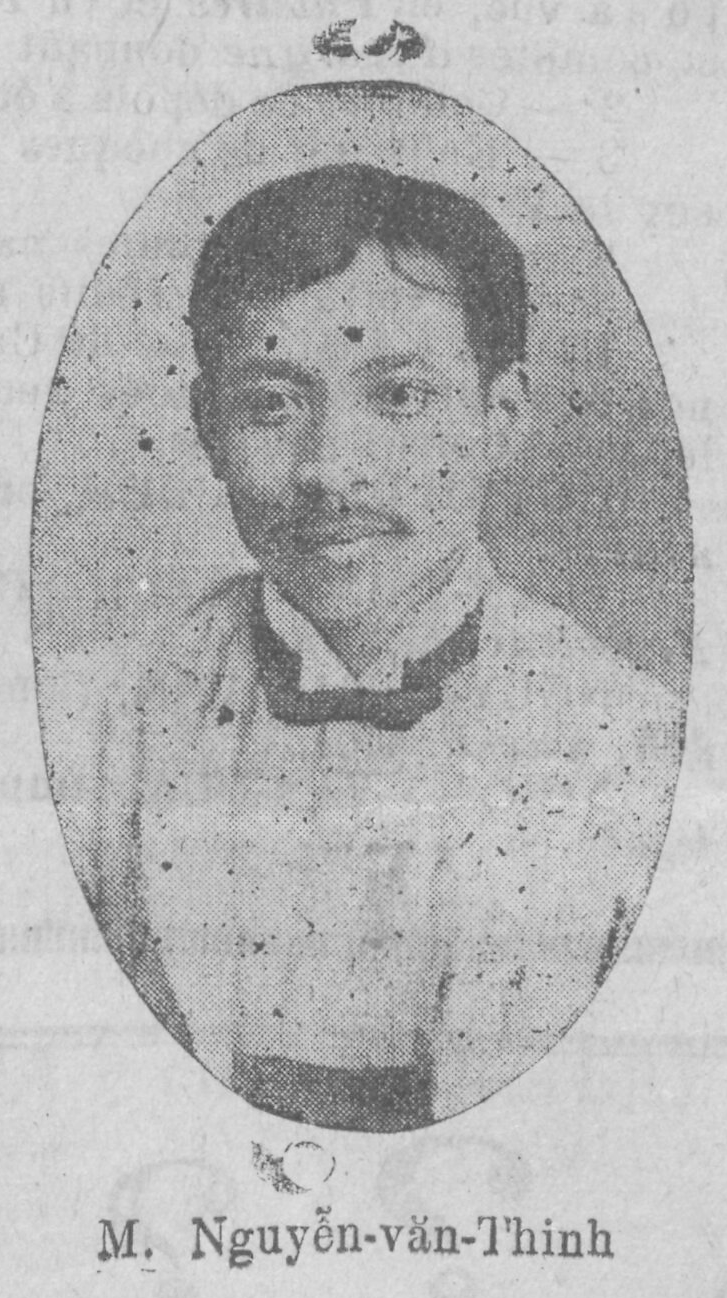
1928年《傳響越南》報刊登的阮文清肖像
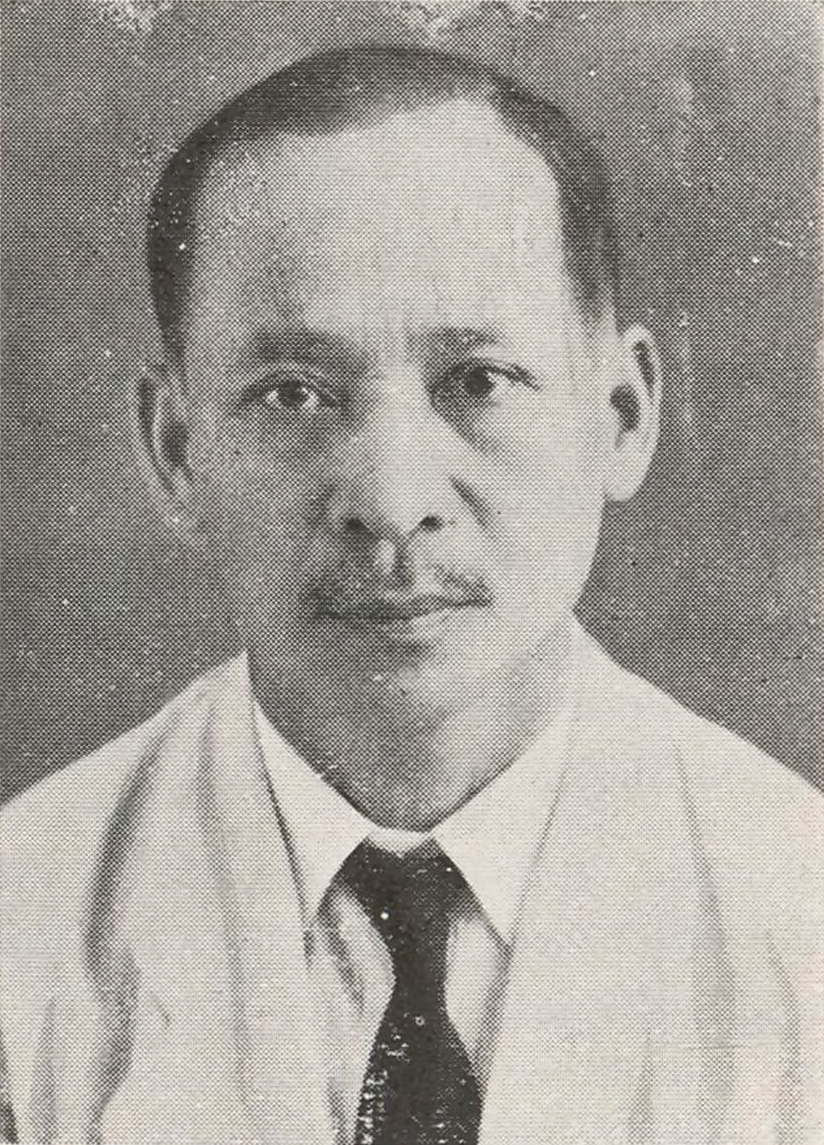
1943年《Souverains et notabilites d'Indochine》一書中的照片
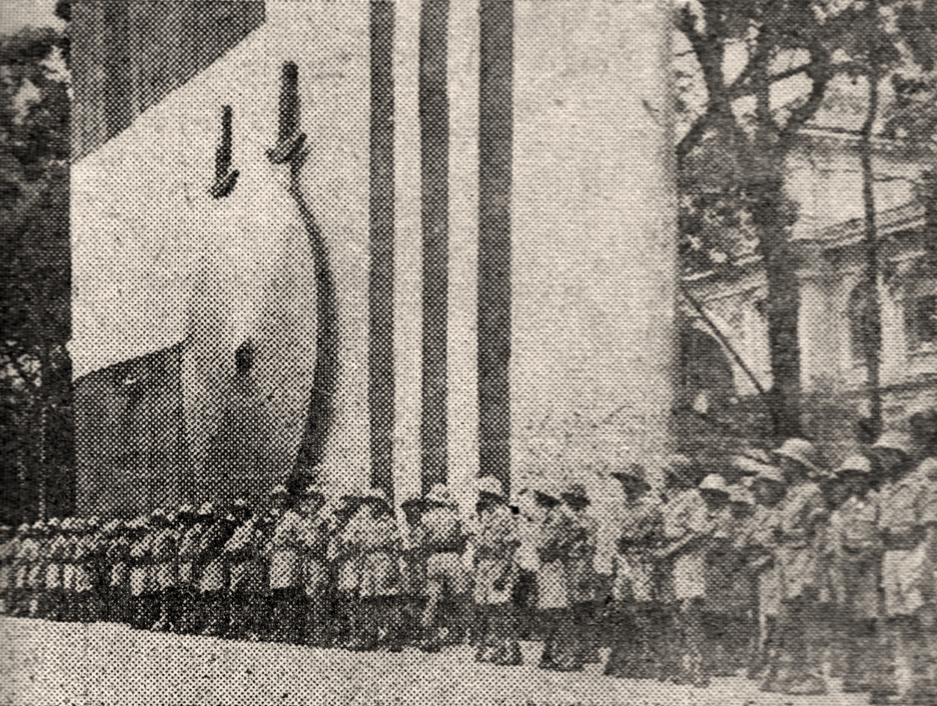
1946年南圻政府的就職儀式
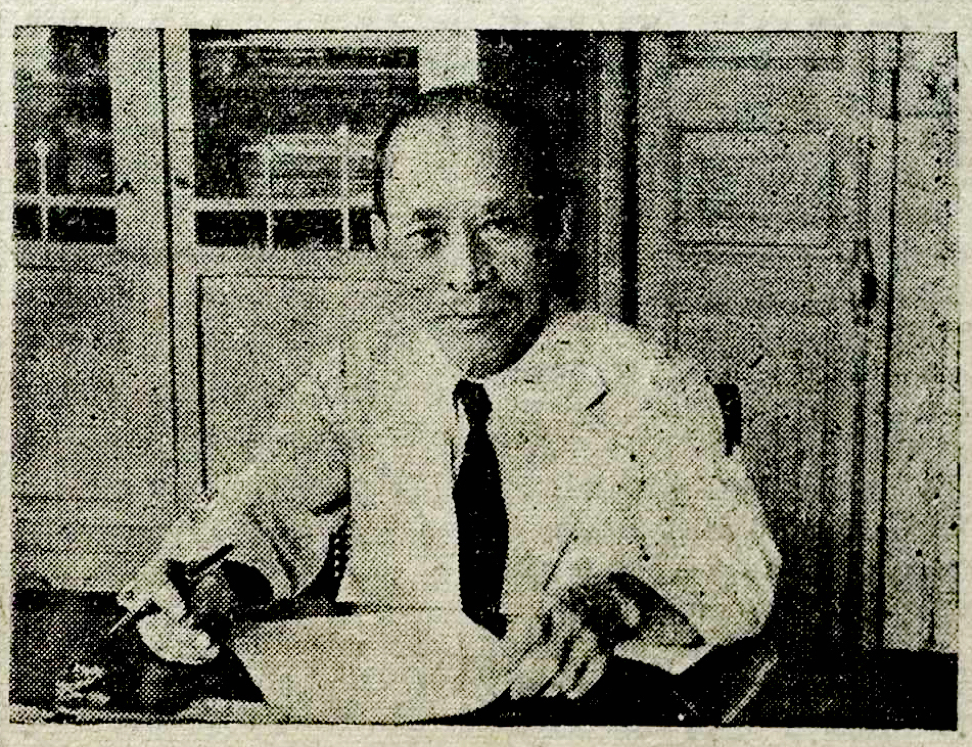
1946年的阮文清
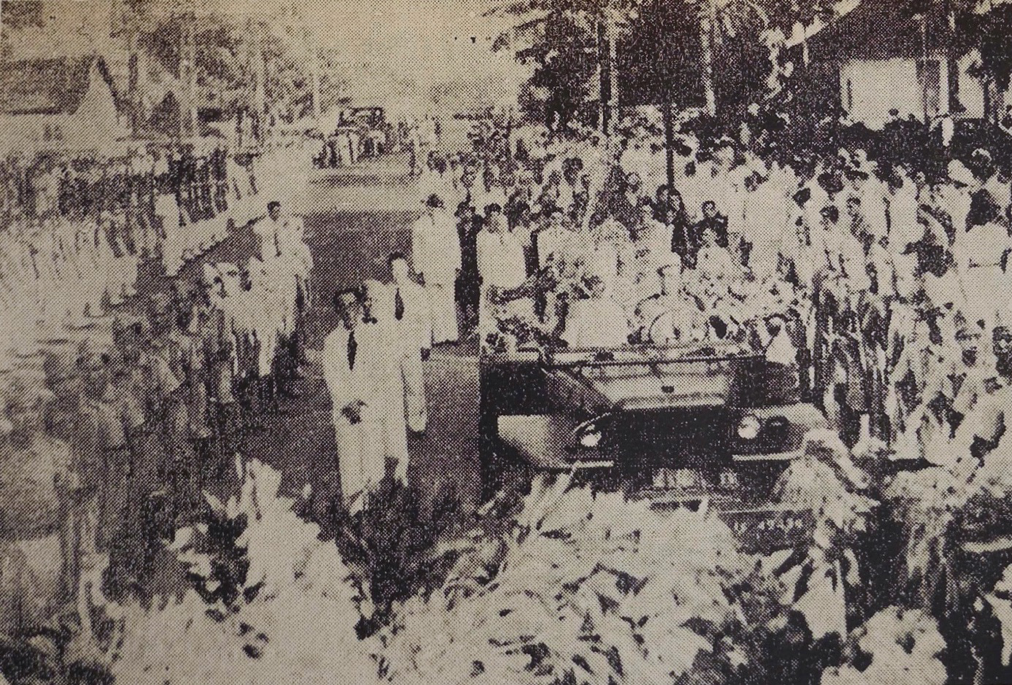
1947年阮文清的葬禮

## 外部鏈接
- NGUYEN VAN THINH null - Légion d'honneur - Base de données Léonore （页面存档备份，存于）